# سان‌ریور (اورگن)
سان‌ریور (به انگلیسی: Sunriver) یک منطقهٔ مسکونی در ایالات متحده آمریکا است که در شهرستان دشوت واقع شده‌است. سان‌ریور ۲۳٫۲ کیلومتر مربع مساحت و ۱٬۳۹۳ نفر جمعیت دارد و ۱٬۲۶۹٫۲ متر بالاتر از سطح دریا واقع شده‌است.